# Aristida hordeacea
Aristida hordeacea är en gräsart som beskrevs av Carl Sigismund Kunth. Aristida hordeacea ingår i släktet Aristida och familjen gräs. Inga underarter finns listade i Catalogue of Life.